# Саутрантіка
Саутрантіка — філософська школа буддизму, що входить до складу хінаяни. На початок ХХІ століття не має безпосередніх послідовників, хоча її праці використовуються у багатьох школах махаяни. Школа відокремилася від вайбхашики між 50 роком до н. е. і 100 роком н. е.
Назва цієї школи походить від слова «сутра», оскільки її послідовники стверджували, що абгідгармісти повинні опиратися лише на матеріал, що міститься в сутрах (як на слова самого Будди), і ігнорувати інші джерела. З багатьох важливих позицій вони розходилися з вайбгашиками, вважаючи, наприклад, що багато дгарм (насамперед, дгарм асанскрита, тобто понадмирських дхарм, «що не входять до складу») лише умовними (праджняпті), а не реальними (драв'я) одиницями. В цьому відношенні вони зближувалися з махаяністами-йогачаринами. Крім того, вони були «репрезентативістами», тобто, визнаючи об'єктивне існування зовнішнього світу, відкидали вчення вайбгашиків про повну відповідність образів світу, відображених у нашій свідомості, реальним речам, розглядаючи об'єктний зміст свідомості як уявлення, репрезентації, реальних речей, які можуть і не збігатися з речами «світу в собі». Щодо цього також проявилося їхнє зближення з йогачаринами.